# Chikkaballekere, Kadur
Chikkaballekere là một làng thuộc tehsil Kadur, huyện Chikmagalur, bang Karnataka, Ấn Độ.